# Ionización de cobre y plata

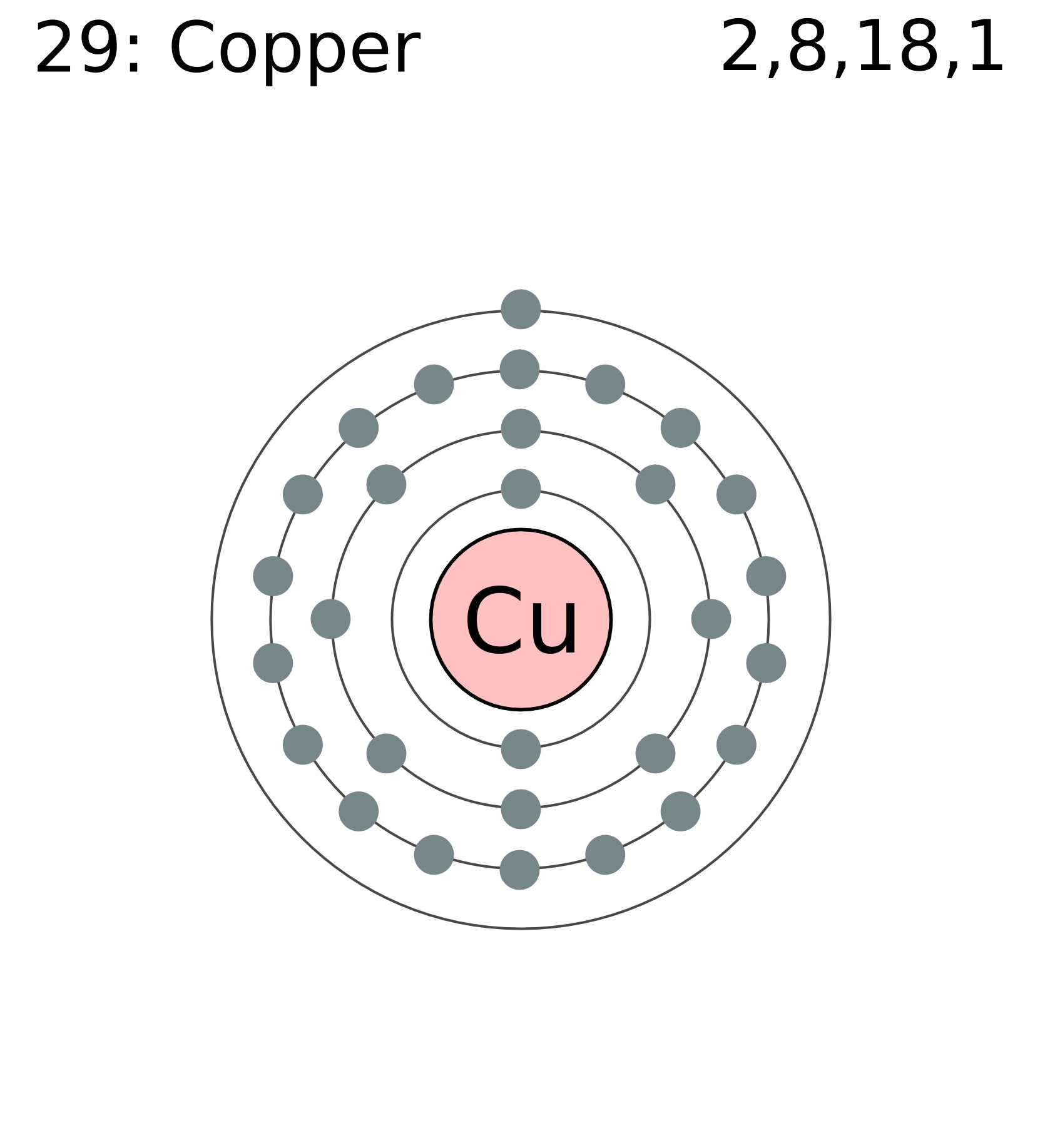
Capa de electrones de cobre

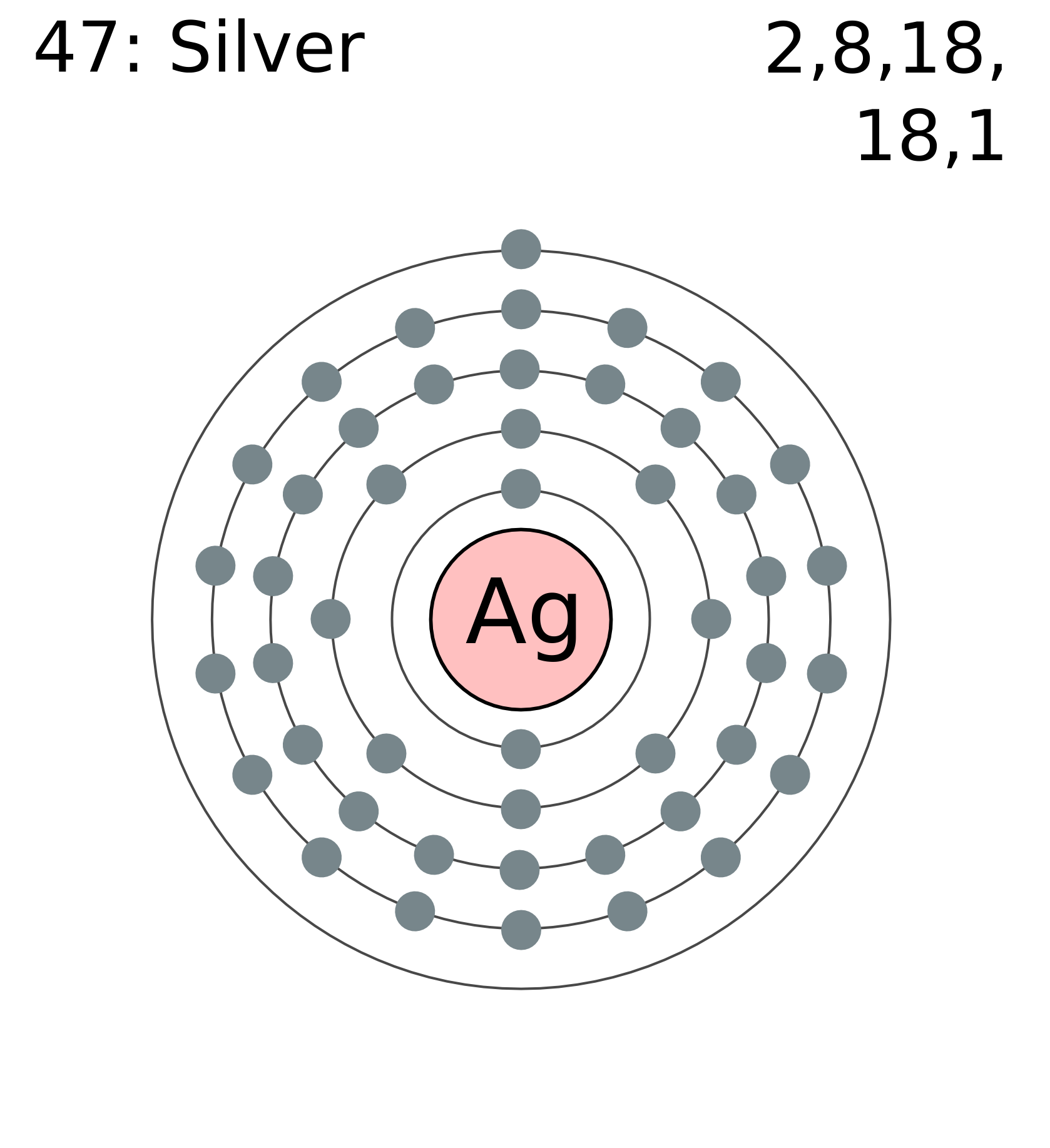
Capa de electrones de plata

La ionización de cobre y plata es un proceso de desinfección, utilizado principalmente para controlar la Legionella, la bacteria responsable de la enfermedad del legionario. Existe una fuerte evidencia de que el tratamiento de los suministros de agua en los hospitales con esta técnica disminuye el riesgo.

## Eficacia
La ionización puede ser un proceso eficaz para controlar la Legionella en los sistemas de distribución de agua potable que se encuentran en las instalaciones de salud, hoteles, residencias de ancianos y grandes edificios. En 2003, la ionización se convirtió en el primer proceso de desinfección hospitalario de este tipo que cumplió con una evaluación de modalidad de cuatro pasos propuesta; para entonces había sido adoptado por más de 100 hospitales. Estudios adicionales indican que la ionización es superior a la erradicación térmica.
Una revisión de 2011 encontró que la ionización de cobre y plata es la única tecnología de control de Legionella que ha sido validada a través de una evaluación de modalidad de cuatro pasos propuesta (se necesita referencia o descripción de "modalidad" en este contexto, ya que no se aplica en todas las situaciones).

### Pautas
La tecnología de ionización de cobre y plata está reconocida por la Organización Mundial de la Salud (OMS), la Agencia de Protección Ambiental de los EE. UU. (EPA) para controlar la Legionella dentro de las redes de distribución de agua potable que se encuentran en hospitales, hoteles y otras instalaciones de gran tamaño. Se ha informado que el nivel de iones generados generalmente está por debajo de la Regla AL de plomo y cobre de la Ley de Agua Potable Segura de la EPA para el cobre. El AL para el cobre en el agua potable es 1.3 ppm (Cu) y el SCL para la plata es 0.1 ppm (Ag) (que es lo mismo que 100 ppb).
Es importante recolectar y manipular las muestras correctamente para obtener resultados precisos. El momento subóptimo del envío de la muestra para su análisis en laboratorios de referencia puede contribuir a la concentración de plata por encima de las recomendaciones. Los líderes de la industria que fabrican tecnología de ionización de cobre y plata recomiendan una concentración de cobre de 0,4 a 0,8 ppm y una concentración de plata de 40 a 60 ppb, que cumplen con los estándares de agua potable de la EPA.

#### Europa
La Comisión Británica de Salud y Seguridad regula la ionización del Reino Unido, y aconseja el monitoreo regular del sistema para garantizar que los iones lleguen a todos los circuitos de agua. Además, el cobre en el agua potable está limitado a 2 ppm (mg/L) por la Comunidad Europea, mientras que el control de Legionella solo requiere de 0,4 a 0,8 ppm en concentración ... muy por debajo de los límites permisibles. Sede (ECH) en Bruselas, Bélgica, y la ECH no prescribe la plata.
La UE limita el cobre a 1.0 ppm, más bajo que el AL de cobre de EE. UU. De 1.3 ppm. La UE no tiene pautas para las concentraciones de plata iónica; el SCL de EE. UU. Es de 0,1 ppm (100 ppb).
En febrero de 2012, la Comisión Europea emitió una decisión de no inclusión con respecto al uso del cobre como biocida en Europa. Esta decisión se basó en que la industria no proporcionó a la comisión la información requerida con respecto al cobre y no se basó en preocupaciones de salud o eficacia. En respuesta a esta decisión, cinco Estados miembros —España, Reino Unido, Noruega, Polonia y los Países Bajos— han solicitado a la Comisión que permita el uso continuo del cobre como biocida en sus respectivas naciones.
Además, la autoridad del Reino Unido, HSE, ha emitido una declaración en la que indica que la solicitud de excepción para el Reino Unido se ha concedido de manera informal. La industria ha respondido formando un grupo de trabajo para garantizar el cumplimiento total y a largo plazo de los problemas regulatorios que enfrenta el cobre en la UE.

## Proceso
La ionización de cobre y plata dispersa iones de cobre y plata cargados positivamente en el sistema de agua. Los iones se unen electrostáticamente con sitios negativos en las paredes de las células bacterianas y desnaturalizan las proteínas. A largo plazo, la presencia de iones de cobre y plata destruye las biopelículas y los lodos que pueden albergar Legionella. Pueden pasar de 30 a 45 días para que los iones de cobre y plata penetren en una biopelícula.
Las celdas de flujo (parte de la unidad de ionización) deben limpiarse periódicamente para mantener el sistema. En un hospital que no está definido como un sistema público de agua, esta tarea puede delegarse a los ingenieros de servicios públicos de la instalación. Si un hospital se define como un sistema público de agua, es posible que se requiera que el personal de mantenimiento tenga una licencia de tratamiento de agua emitida por el estado. En los EE. UU., diferentes estados tienen regulaciones específicas para hospitales y tratamiento de agua potable que deben revisarse antes de continuar con la instalación de la ionización de cobre y plata.
La ionización de cobre y plata es una implementación moderna de la antigua práctica griega de reducir las bacterias en los recipientes de vino recubriéndolos con plata y controlando las algas y los hongos con cobre. Fornshell señala que la ionización de cobre y plata ha sido eficaz en las piscinas (es una alternativa al cloro) y está siendo adoptada por los municipios más grandes.
Reemplazar la cloración con ionización de cobre y plata para mantener el agua segura fue una respuesta del Frederick Memorial Hospital, Frederick, Maryland, a los nuevos requisitos de las Directrices para el diseño y la construcción de hospitales y centros de salud de 2001, emitidas por el Instituto Americano de Arquitectos. En muchos casos, la ionización se instala porque es más conveniente y rentable que otros enfoques.

### Normativas
Es posible operar la ionización de cobre-plata sin exceder el Nivel de Acción de cobre (AL) y los niveles máximos de contaminantes secundarios de plata (SMCL) establecidos por la Agencia de Protección Ambiental de EE. UU. en la Regla de Plomo y Cobre de la Ley de Agua Potable Segura (Título 40, Código de Regulaciones Federales, 40 CFR) en la Parte 141, Subparte I; y 40 CFR Parte 143, respectivamente.